# Pedro Fernández de Frías
Pedro Fernández de Frías (zm. 19 września 1420 we Florencji) – hiszpański kardynał okresu wielkiej schizmy zachodniej.

## Życiorys
Pochodził z okolic Burgos w Kastylii. W marcu 1379 został biskupem diecezji Osma, którym pozostał do 1404. W początkowym okresie Schizmy popierał obediencję awiniońską. W 1394 antypapież Klemens VII mianował go kardynałem prezbiterem Santa Prassede. Nie uczestniczył w konklawe 1394. We wrześniu 1398 stanął po stronie Benedykta XIII w jego sporze z większością kardynałów, ale ok. roku 1405, mając ambicje na objęcie arcybiskupstwa Toledo, połączonego z godnością prymasa Hiszpanii, sprzymierzył się z frakcją na dworze kastylijskim przeciwną antypapieżowi. Jego starania zakończyły się porażką, wskutek czego popadł w niełaskę króla i uciekł do Włoch. W 1408 przyłączył się do obediencji pizańskiej i w następnym roku wziął udział w soborze w Pizie. Wybrany wówczas antypapież Aleksander V mianował go wikariuszem w Rzymie i administratorem diecezji Osma. Biskup Sabiny i archiprezbiter bazyliki watykańskiej od 1412 roku. Brał udział w kończącym Wielką Schizmę soborze w Konstancji. Zmarł we Florencji, ale jego szczątki spoczęły w katedrze w Burgos.